# Amélie von Reichenbach-Lessonitz

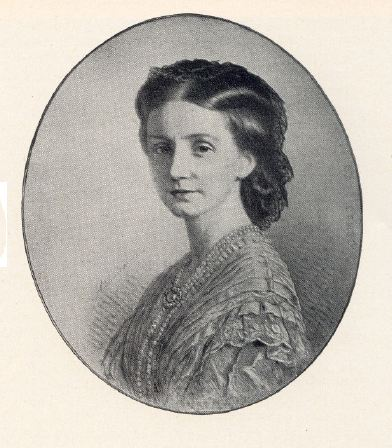
Gräfin Amélie von Reichenbach-Lessonitz

Die Gräfin Amélie von Reichenbach-Lessonitz, geborene Reichsfreiin Amélie Göler von Ravensburg (* 27. April 1838 in Karlsruhe; † 14. März 1912 in Frankfurt am Main) war Ehefrau des Grafen Wilhelm von Reichenbach-Lessonitz. Bekannt wurde sie als Bauherrin des Palais Reichenbach-Lessonitz in Frankfurt am Main.

## Familie
Amélie war die Tochter des badischen Hauptmanns Carl Ludwig Eberhard Leopold Göler von Ravensburg (* 1810 in Sulzfeld; † 1845 in Karlsruhe) und dessen Ehefrau Pauline Auguste Wielandt (* 1813 in Durlach; † 1856 ebenda). Die Familie Göler von Ravensburg stammt von einem alten Kraichgauer Adelsgeschlecht ab, das der Schwäbischen Reichsritterschaft angehörte und dessen Stammsitz, die Ravensburg, bei Sulzfeld in Baden-Württemberg liegt.

## Leben
Als 19-Jährige heiratete sie am 19. März 1857 den 33-jährigen Grafen Wilhelm von Reichenbach-Lessonitz (* 29. Juni 1824 in Kassel; † 19. Januar 1866 in Neuchâtel). Ihr Ehemann war der dritte Sohn des Kurfürsten Wilhelm II. von Hessen und dessen zweiter Gemahlin, der Gräfin Emilie von Reichenbach-Lessonitz, geborene Ortlepp. Aus ihrer neunjährigen Ehe hatten sie zwei Töchter. Die jüngere Tochter Caroline (Lilly) (geb. 1860) starb mit 14 Jahren in Stuttgart. Die ältere Tochter Pauline (1858–1927) heiratete 1880 den Prinzen Alfred zu Löwenstein-Wertheim-Freudenberg (1855–1925).
Ihre Enkelin Elisabeth Merton, geborene Prinzessin zu Löwenstein-Wertheim-Freudenberg (1890–1953) war in erster Ehe verheiratet mit Otto Konstantin Prinz zu Sayn-Wittgenstein-Berleburg (1878–1955). Sie heiratete in zweiter Ehe am 28. März 1930 in Frankfurt am Main den Großindustriellen und Inhaber der Metallgesellschaft Richard Merton (1881–1960), der auch ihre Kinder aus erster Ehe adoptierte. Einer dieser Urenkel, Casimir Johannes Prinz zu Sayn-Wittgenstein-Berleburg, war später zeitweise Schatzmeister der CDU Hessen.

## Liegenschaften

### Palais Reichenbach-Lessonitz in Frankfurt
Gräfin Amélie von Reichenbach-Lessonitz ließ sich von 1891/1892 als Witwensitz das neobarocke Palais Reichenbach-Lessonitz in der Taunusstraße 14 in Frankfurt am Main errichten. Für die Entwürfe und Pläne wählte sie die bekannten Architekten Ludwig Neher und Aage von Kauffmann aus. Das Palais brannte 1944 nach einem Bombenangriff auf Frankfurt am Main aus. Während der Nazi-Herrschaft hatte ein Führungsstab der SS das Gebäude beschlagnahmt. 1953 wurde die Liegenschaft von den Erben an die Accumulatoren-Fabrik Wilhelm Hagen verkauft, die hier ein funktionelles Bürogebäude errichtete. Anfang der 1970er Jahre wollte die Hotelgruppe Hyatts an dieser Stelle ein Hotel errichten. Diese Pläne zerschlugen sich, so dass schließlich 1972 die Deutsche Bank das Grundstück erwarb und hier ihre beiden Hochhäuser (sog. Soll und Haben) als Zentrale errichten ließ.

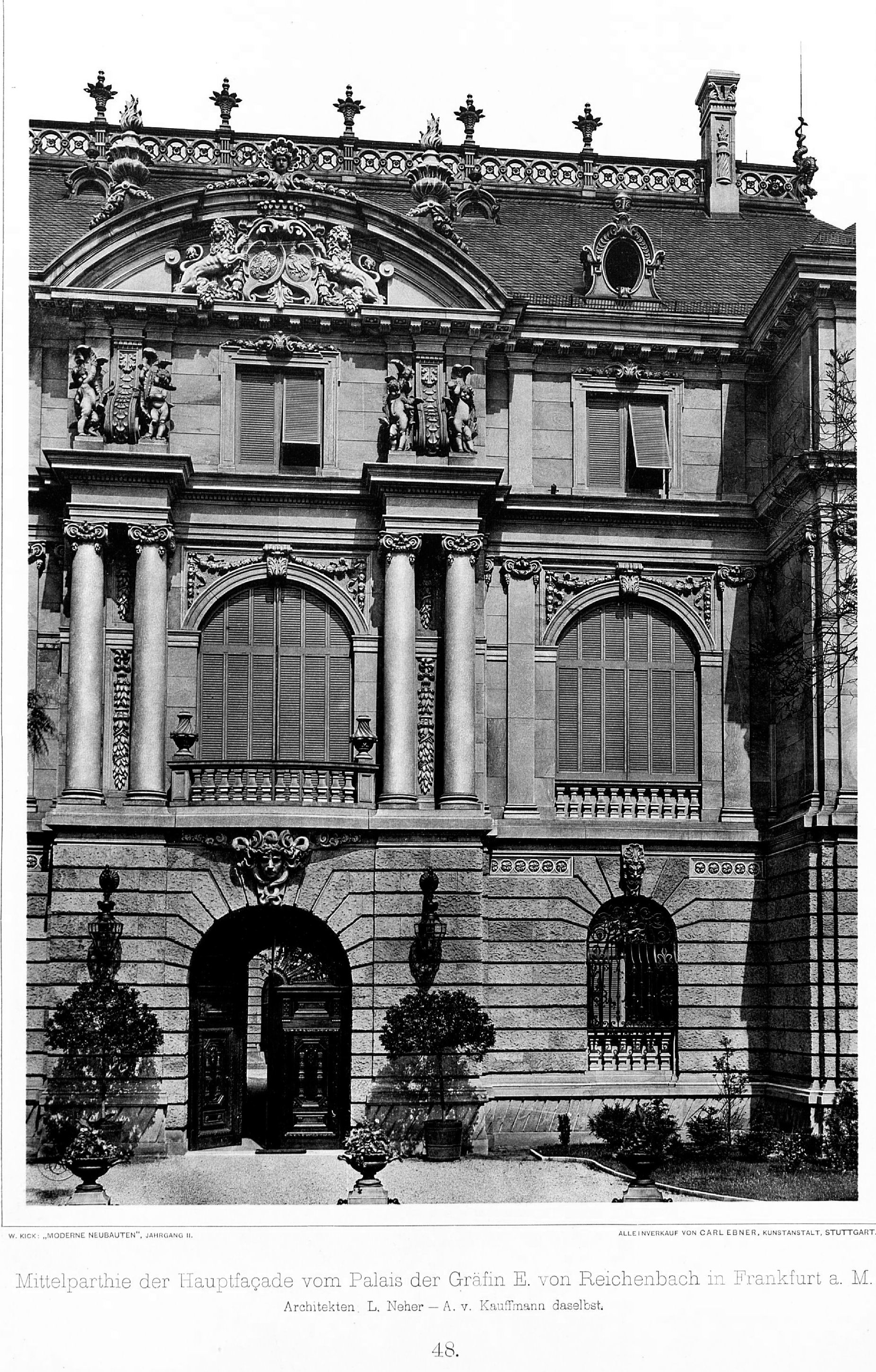
Palais Reichenbach-Lessonitz, Taunusanlage 14 in Frankfurt am Main 1891/1892 – jetzt Standort der Deutschen Bank-Türme
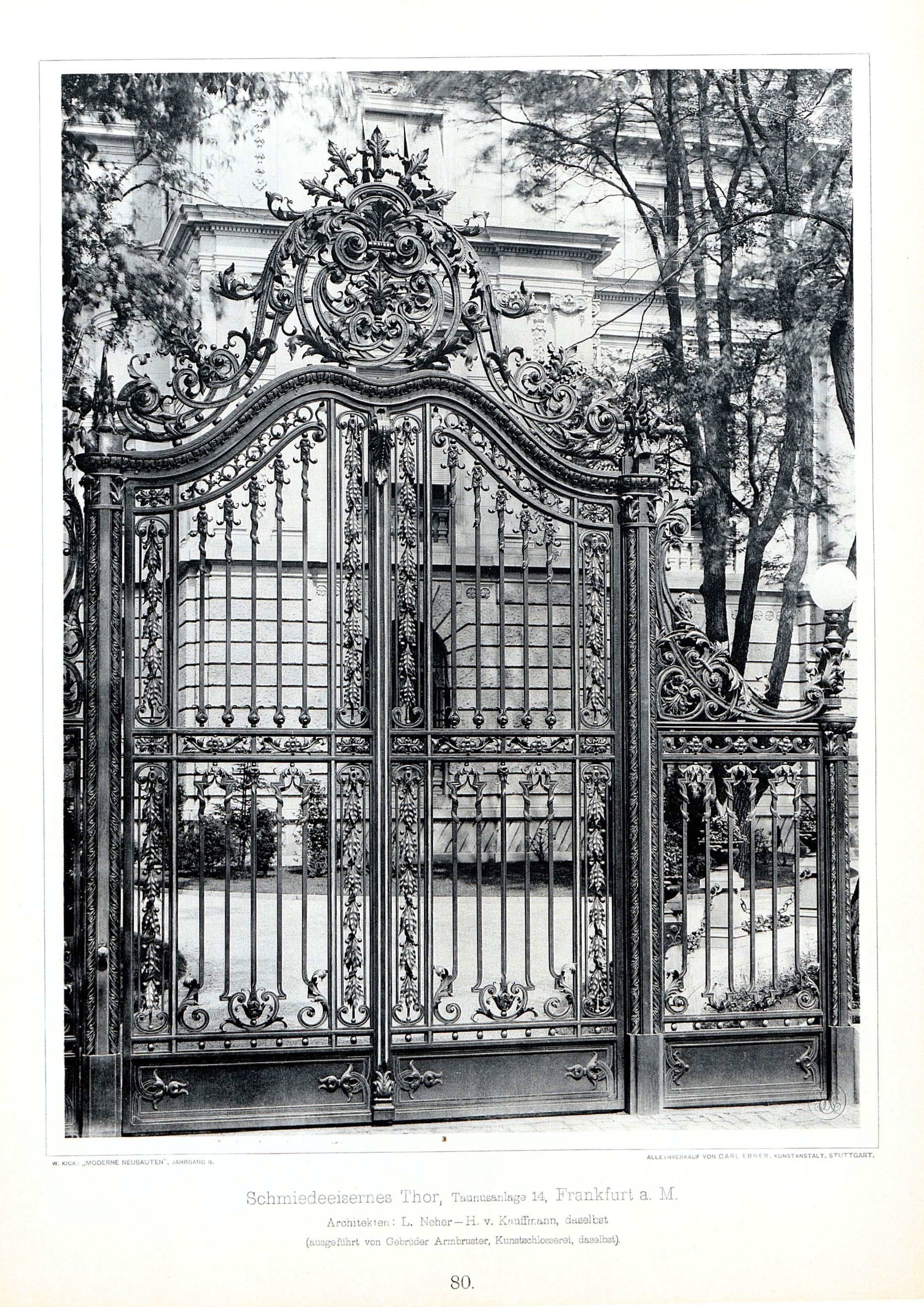
Erhaltenes Gartentor des Palais Reichenbach-Lessonitz, Taunusanlage 14 in Frankfurt am Main
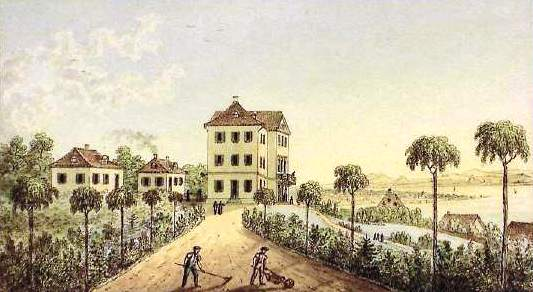
Schloss Eugensberg, um 1850

### Schloss Eugensberg in der Schweiz
Schloss Eugensberg liegt in Salenstein bei Ermatingen im Kanton Thurgau in der Schweiz am Südufer des Untersees gegenüber der Insel Reichenau. Wie viele andere der Schlösser am Bodensee hat auch dieses Schloss eine wechselhafte Geschichte. So war es eine Liegenschaft von Napoleons Stiefsohn Eugen Beauharnais, später kaufte es Wilhelm Graf von Reichenbach-Lessonitz, um es seiner Gattin Amélie als Morgengabe zum Hochzeitsgeschenk zu machen. Gräfin Amélie nutzte Schloss Eugensberg bis zu ihrem Tode für ihre regelmäßigen jährlichen Sommeraufenthalte.

### Schloss Bisenz in Mähren

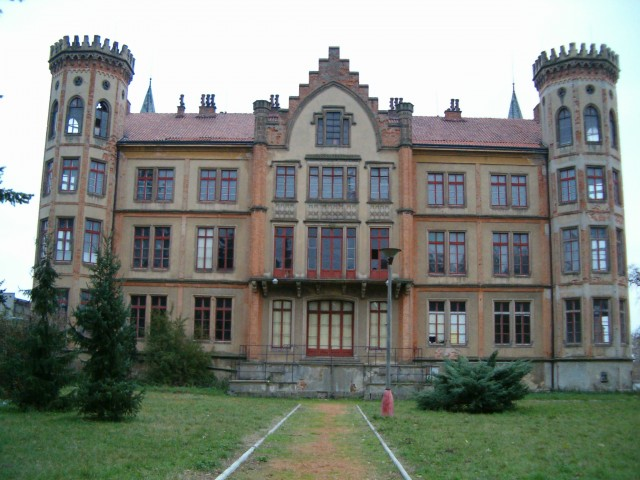
Schloss Bzenec (deutsch Bisenz) / Tschechien
1824–1866 Eigentum von Wilhelm Graf von Reichenbach-Lessonitz

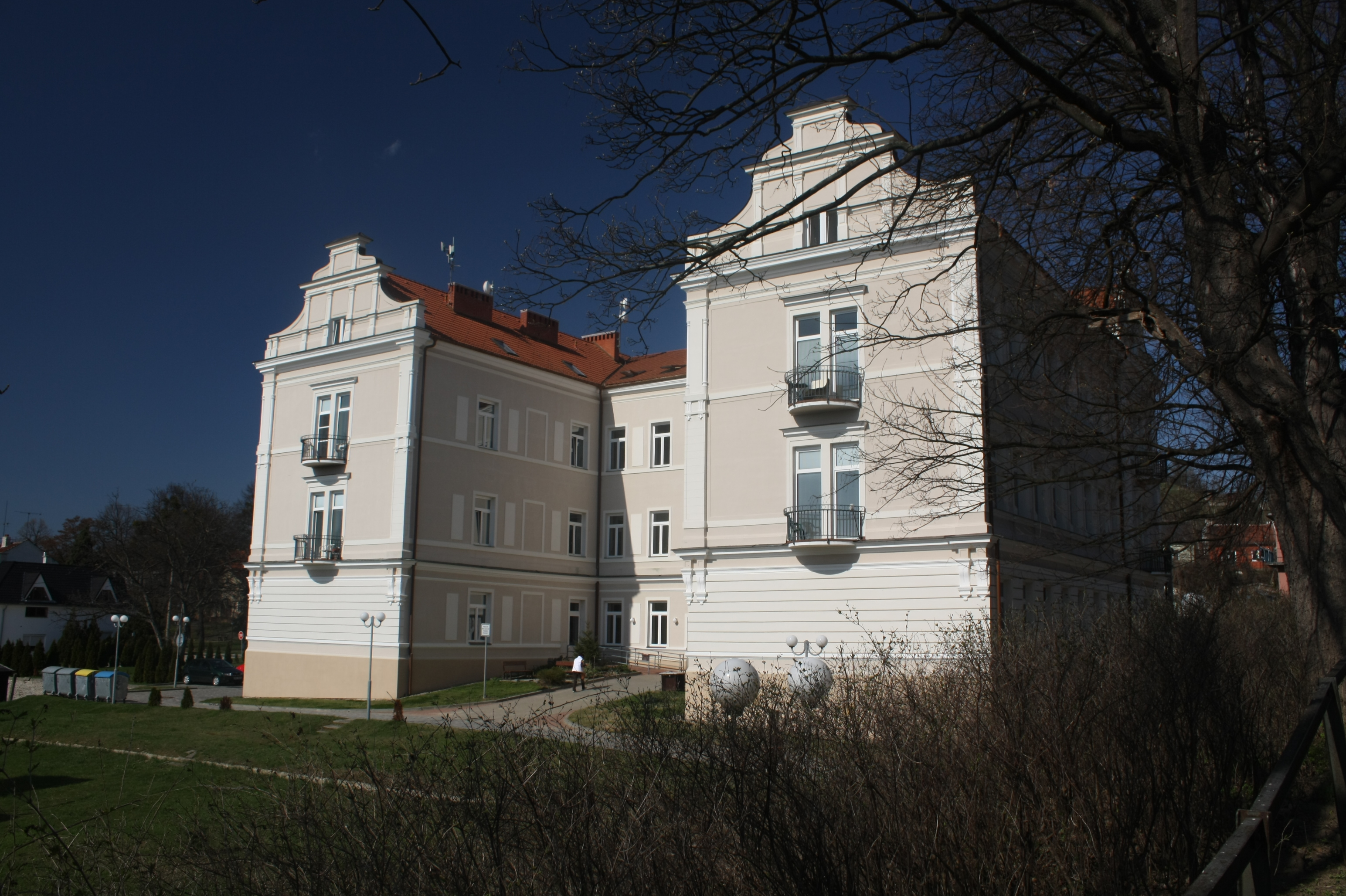
Schloss Bzenec / Bisenz

Zwischen 1823 und 1844 war der hessische Kurfürst Wilhelm II. Eigentümer von Bisenz. Hier heiratete er auch seine zweite Gemahlin Gräfin Emilie von Reichenbach-Lessonitz, geborene Ortlepp. 1844 kaufte ihm Graf Wilhelm von Reichenbach-Lessonitz die Herrschaft Bisenz ab. Nach der Ablösung der Patrimonialherrschaften erhielt die untertänige Stadt 1848 ihre Selbstständigkeit. Wilhelm von Reichenbach-Lessonitz ließ zwischen 1853 und 1855 das Schloss durch einen Neubau im Tudorstil ersetzen. Mit diesem Bau soll er sich angeblich finanziell übernommen haben und deshalb 1866 wegen seiner Überschuldung sein Leben durch Suizid beendet haben. Dieser Grund wird aber nur in der Chronik von Bzenec (deutsch Bisenz) erwähnt und ist nicht hinlänglich bewiesen.

### Schloss Langenzell in Baden
Langenzell ist ein Ortsteil der Gemeinde Wiesenbach und liegt im Rhein-Neckar-Kreis an der B 249 (Neckargemünd-Obrigheim) mit Gutshof und einer Gärtnerei. Es liegt zwischen Wiesenbach, Dilsberg und Lobbach etwa 20 Kilometer östlich von Heidelberg. Das sogenannte „Alte Langenzeller Schloss“ wurde 1840 – noch vor der Eheschließung mit Amélie – von Wilhelm von Reichenbach-Lessonitz nebst Gutshof und landwirtschaftlichem Betrieb gekauft. 1880 wurde diese Immobilie von der Witwe Amélie von Reichenbach-Lessonitz ihrem Schwiegersohn Prinz Alfred zu Löwenstein-Wertheim-Freudenberg geschenkt. 1890 wurde von diesem das „Neue Langenzeller Schloss“ zweiflügelig errichtet. Es ist überwiegend im Gründerzeitstil in einem Waldgrundstück ausgeführt und steht in einem englischen Park auf einem kleinen Hügel oberhalb eines künstlichen Weihers und gilt als Deutschlands jüngster Schlossneubau. Seit langem wird die gesamte Immobilie nicht mehr von der Familie Löwenstein-Wertheim-Freudenberg selbst genutzt. 2010 wurde das „Neue Langenzeller Schloss“ nach Jahren der Verpachtung an einen neuen privaten Investor verkauft und ist jetzt nicht mehr öffentlich zugänglich. Im Gutshof selbst gibt es seit langem verschiedene kunsthandwerkliche und künstlerische Betriebe.

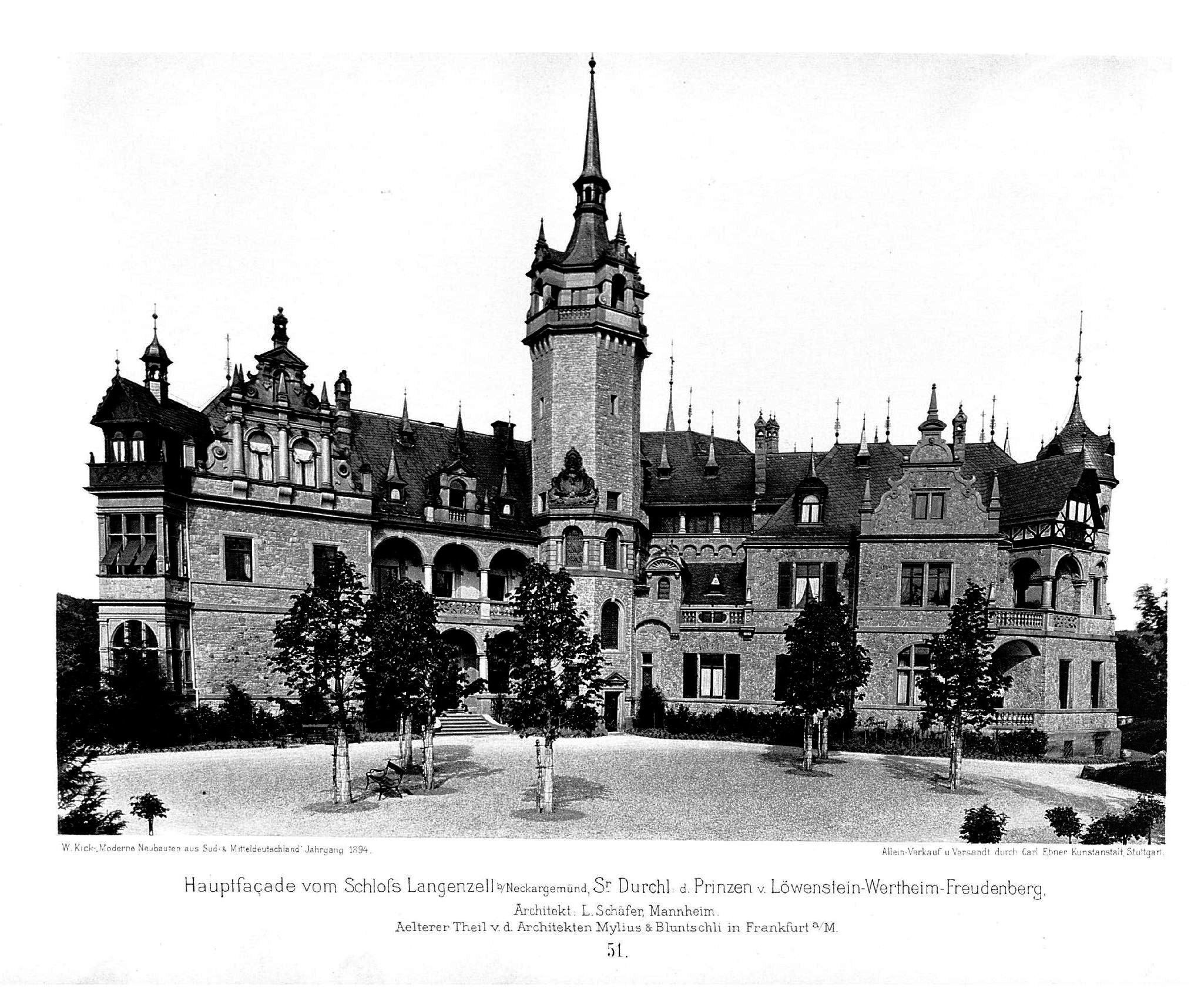
Neues Schloss 1895
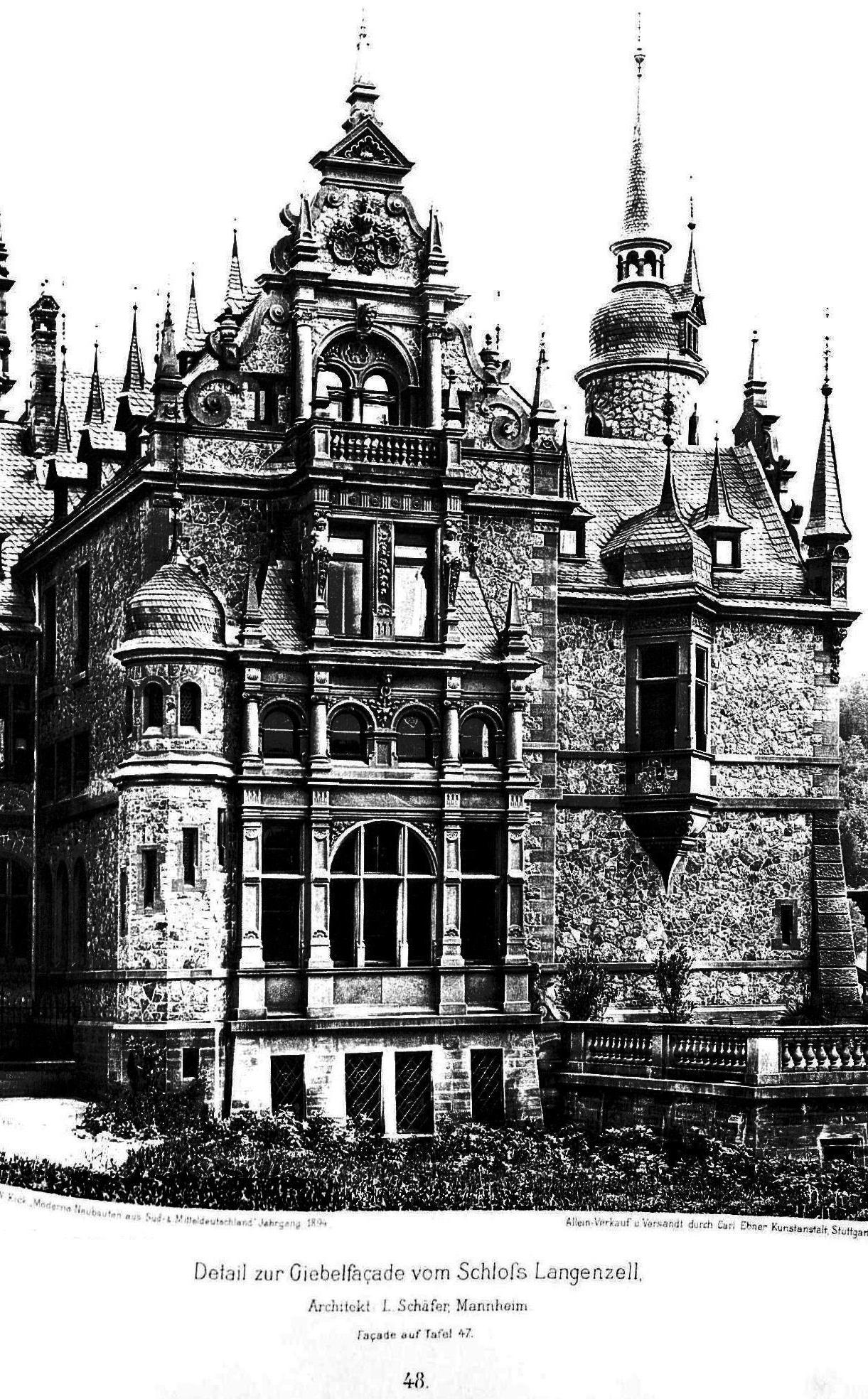
Neues Schloss Langenzell
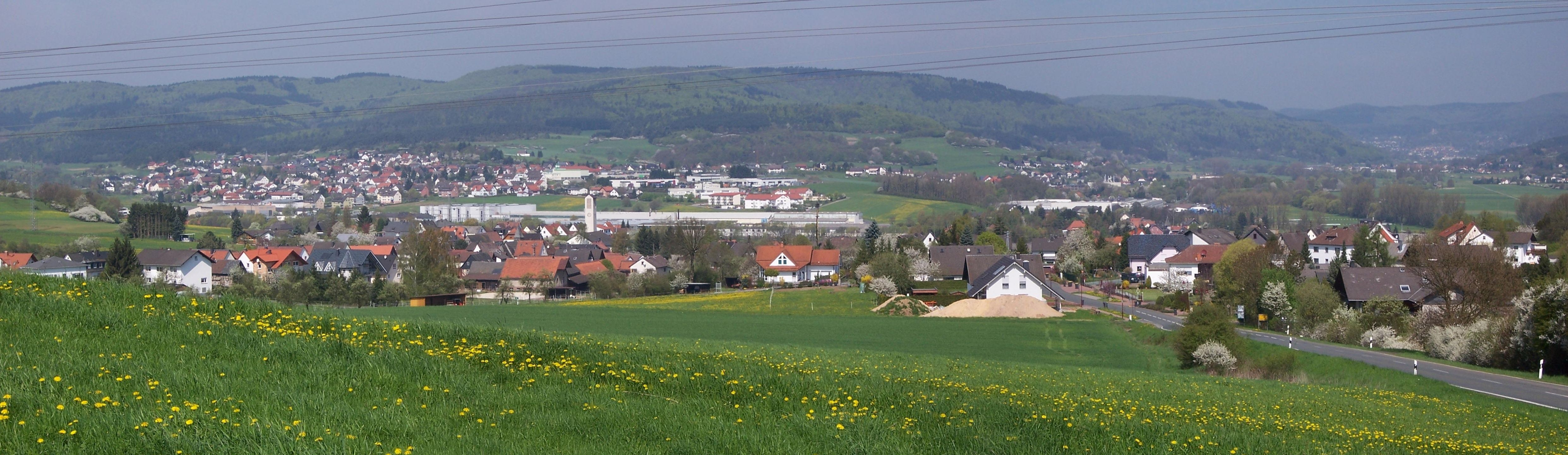
Blick auf Wilhelmshütte (Dautphetal), vormalige Eisenhütte

### Wilhelmshütte (Dautphetal) in Hessen
1852 kaufte Graf Wilhelm von Reichenbach-Lessonitz das vormalige Eisenwerk Kilianshütte, das nun nach dem neuen Besitzer in Wilhelmshütte umbenannt wurde. Nach seinem Tod erbten Gräfin Amélie von Reichenbach-Lessonitz und Prinzessin Pauline zu Löwenstein-Wertheim-Freudenberg die Wilhelmshütte.

## Grablege
Gräfin Amélie wurde zunächst im Erbbegräbnis zu Ermatingen an der Seite ihres Ehemanns beigesetzt. Nach Fertigstellung des aufwendigen Familienmausoleums für die Grafenfamilie von Reichenbach-Lessonitz auf dem Frankfurter Hauptfriedhof, erfolgte am 21. Februar 1913 die Überführung nach Frankfurt am Main.